# Canton d'Épernay-2
Le canton d'Épernay-2 est une circonscription électorale française située dans le département de la Marne et la région Grand Est.

## Géographie
Ce canton est organisé autour d'Épernay dans l'arrondissement d'Épernay. Son altitude varie de 68 m (Épernay et Chouilly) à 251 m (Épernay).

## Histoire
Le canton d'Épernay-II est créé par décret du 13 juillet 1973 scindant en deux le canton d'Épernay.
Par décret du 21 février 2014, le nombre de cantons du département est divisé par deux, avec mise en application aux élections départementales de mars 2015. Le canton d'Épernay-2 est conservé et voit ses limites territoriales remaniées.

## Représentation

### Représentation avant 2015
| Période | Période | Identité                    | Étiquette   | Qualité |
| ------- | ------- | --------------------------- | ----------- | --- |
| 1973    | 1979    | Robert Morillon             | PCF         | Cheminot retraité Député (1967-1968), Adjoint au maire d'Épernay Ancien conseiller général du Canton d'Épernay (1967-1973) |
| 1979    | 1985    | Jacques Perrein (1939-2014) | PCF         | Instituteur Maire d'Épernay (1977-1983)                                                                                    |
| 1985    | 1998    | Michel Boulonnais           | RPR         | Président du District urbain puis de la CCEPC                                                                              |
| 1998    | 2015    | Daniel Lemaire              | PS puis DVG | Directeur d'école |

### Représentation après 2015
| Période élective | Période élective | Mandat | Mandat   | Identité              | Nuance | Nuance | Qualité |
| ---------------- | ---------------- | ------ | -------- | --------------------- | ------ | ------ | --- |
| 2015             | 2021             | 2015   | 2021     | Benoît Moittié        |        | LR     | Notaire stagiaire, Vice-président de la Communauté de Communes Epernay Pays de Champagne 1er adjoint au maire d'Epernay |
| 2015             | 2021             | 2015   | 2021     | Sophie Signolle Gonet |        | UDI    | Viticultrice, conseillère municipale d'Avize                                                                            |
| 2021             | 2028             | 2021   | en cours | Martine Boutillat     |        | DVD    | Viticultrice Adjointe au maire de Chouilly                                                                              |
| 2021             | 2028             | 2021   | en cours | Benoît Moittié        |        | LR     | Conseiller sortant |

### Résultats détaillés

#### Élections de mars 2015
À l'issue du 1er tour des élections départementales de 2015, deux binômes sont en ballottage : Benoit Moittie et Sophie Signolle Gonet (UMP, 41,43 %) et Chantal Clement et Cédric Demange (FN, 32,89 %). Le taux de participation est de 47,21 % (8 832 votants sur 18 707 inscrits) contre 48,93 % au niveau départemental et 50,17 % au niveau national.
Au second tour, Benoit Moittie et Sophie Signolle Gonet (UMP) sont élus avec 62,58 % des suffrages exprimés et un taux de participation de 46,07 % (4 899 voix pour 8 618 votants et 18 705 inscrits).

#### Élections de juin 2021
Le premier tour des élections départementales de 2021 est marqué par un très faible taux de participation (33,26 % au niveau national). Dans le canton d'Épernay-2, ce taux de participation est de 26,13 % (4 855 votants sur 18 579 inscrits) contre 28,76 % au niveau départemental. À l'issue de ce premier tour, deux binômes sont en ballottage : Martine Boutillat et Benoît Moittié (Union au centre et à droite, 51,95 %) et Cindy Demange et Romain Tissier (RN, 28,66 %).
Le second tour des élections est marqué une nouvelle fois par une abstention massive équivalente au premier tour. Les taux de participation sont de 34,36 % au niveau national, 29,32 % dans le département et 25,89 % dans le canton d'Épernay-2. Martine Boutillat et Benoît Moittié (Union au centre et à droite) sont élus avec 68,63 % des suffrages exprimés (3 023 voix pour 4 811 votants et 18 581 inscrits),,. 

## Composition

### Composition de 1973 à 2015

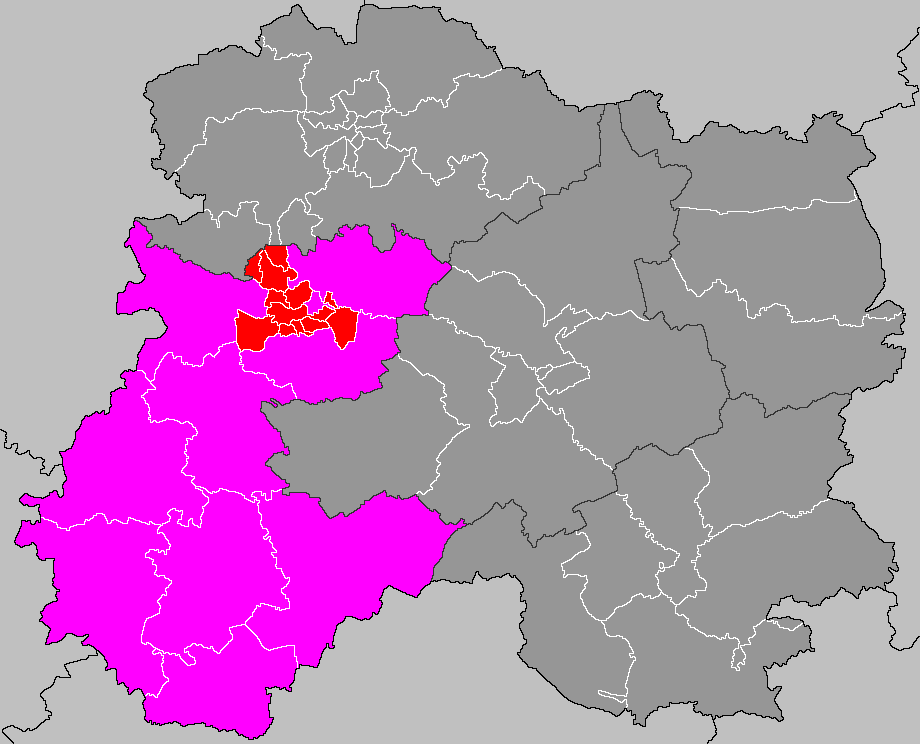
Situation du canton d'Épernay-2 dans le département de la Marne avant 2015.

Lors de sa création, le canton d'Épernay-II est composé de : 
- les communes de Chouilly, Damery, Fleury-la-Rivière, Mardeuil, Moussy, Pierry, Saint-Martin-d'Ablois, Vauciennes, Venteuil et Vinay ;
- la portion de territoire de la ville d'Épernay non incluse dans le canton d'Épernay-I.

### Composition depuis 2015
Le canton est désormais composé de :
1. dix-sept communes entières,
2. la partie de la commune d'Épernay non incluse dans le canton d'Épernay-1.

| Nom                             | Code Insee | Intercommunalité                           | Superficie (km2) | Population (dernière pop. légale)                | Densité (hab./km2) | Modifier                                    |
| ------------------------------- | ---------- | ------------------------------------------ | ---------------- | ------------------------------------------------ | ------------------ | ------------------------------------------- |
| Épernay (bureau centralisateur) | 51230      | CA Épernay, Coteaux et Plaine de Champagne | 22,69            | Fraction : 14 423 (2022) Commune : 22 022 (2022) | 971                | modifier les données · modifier les données |
| Avize                           | 51029      | CA Épernay, Coteaux et Plaine de Champagne | 7,62             | 1 751 (2022)                                     | 230                | modifier les données · modifier les données |
| Brugny-Vaudancourt              | 51093      | CA Épernay, Coteaux et Plaine de Champagne | 19,87            | 437 (2022)                                       | 22                 | modifier les données · modifier les données |
| Chavot-Courcourt                | 51142      | CA Épernay, Coteaux et Plaine de Champagne | 4,42             | 337 (2022)                                       | 76                 | modifier les données · modifier les données |
| Chouilly                        | 51153      | CA Épernay, Coteaux et Plaine de Champagne | 16,12            | 1 062 (2022)                                     | 66                 | modifier les données · modifier les données |
| Cramant                         | 51196      | CA Épernay, Coteaux et Plaine de Champagne | 5,37             | 877 (2022)                                       | 163                | modifier les données · modifier les données |
| Cuis                            | 51200      | CA Épernay, Coteaux et Plaine de Champagne | 8,27             | 368 (2022)                                       | 44                 | modifier les données · modifier les données |
| Flavigny                        | 51251      | CA Épernay, Coteaux et Plaine de Champagne | 7,98             | 177 (2022)                                       | 22                 | modifier les données · modifier les données |
| Grauves                         | 51281      | CA Épernay, Coteaux et Plaine de Champagne | 7,84             | 618 (2022)                                       | 79                 | modifier les données · modifier les données |
| Les Istres-et-Bury              | 51302      | CA Épernay, Coteaux et Plaine de Champagne | 5,15             | 90 (2022)                                        | 17                 | modifier les données · modifier les données |
| Mancy                           | 51342      | CA Épernay, Coteaux et Plaine de Champagne | 3,57             | 237 (2022)                                       | 66                 | modifier les données · modifier les données |
| Monthelon                       | 51378      | CA Épernay, Coteaux et Plaine de Champagne | 2,66             | 346 (2022)                                       | 130                | modifier les données · modifier les données |
| Morangis                        | 51384      | CA Épernay, Coteaux et Plaine de Champagne | 8,65             | 367 (2022)                                       | 42                 | modifier les données · modifier les données |
| Moussy                          | 51390      | CA Épernay, Coteaux et Plaine de Champagne | 2,81             | 744 (2022)                                       | 265                | modifier les données · modifier les données |
| Oiry                            | 51413      | CA Épernay, Coteaux et Plaine de Champagne | 10,76            | 886 (2022)                                       | 82                 | modifier les données · modifier les données |
| Pierry                          | 51431      | CA Épernay, Coteaux et Plaine de Champagne | 5,16             | 1 254 (2022)                                     | 243                | modifier les données · modifier les données |
| Plivot                          | 51434      | CA Épernay, Coteaux et Plaine de Champagne | 12,60            | 751 (2022)                                       | 60                 | modifier les données · modifier les données |
| Vinay                           | 51643      | CA Épernay, Coteaux et Plaine de Champagne | 3,09             | 535 (2022)                                       | 173                | modifier les données · modifier les données |
| Canton d'Épernay-2              | 5108       |                                            |                  | 25 260 (2022)                                    |                    | modifier les données                        |

## Démographie

### Démographie avant 2015
| 1975 | 1982 | 1990   | 1999   | 2006   | 2011   | 2012   |
| ---- | ---- | ------ | ------ | ------ | ------ | ------ |
| -    | -    | 23 546 | 22 181 | 21 076 | 20 624 | 20 448 |

### Démographie depuis 2015
En 2022, le canton comptait 25 260 habitants, en évolution de −4,01 % par rapport à 2016 (Marne : −1,19 %, France hors Mayotte : +2,11 %).
| 2013   | 2018   | 2022   |
| ------ | ------ | ------ |
| 26 342 | 25 608 | 25 260 |